# Stary Imielnik
Stary Imielnik – wieś w Polsce położona w województwie łódzkim, w powiecie zgierskim, w gminie Stryków. W 2021 we wsi mieszkało 212 osób.

## Geografia
Stary Imielnik jest najbardziej na południe wysuniętą jednostką gminy Stryków. 
Wieś wchodzi w skład Parku Krajobrazowego Wzniesień Łódzkich. Na jej terenie znajduje się hektarowe i częściowo zarośnięte torfowisko wysokie, na którym występują m.in. mszary i zróżnicowane zbiorowiska roślinne z bagienną olsą, inicjalnymi zaroślami wierzbowymi czy szuwarami pałkowymi.
Ukształtowanie terenu wsi jest mocno urozmaicone. Na południe od miejscowości rozciąga się górny odcinek doliny Strugi Dobieszkowskiej (Młynówki). W jego zachodniej części równolegle do granicy biegnie droga krajowa nr 14.

## Historia
Pierwsze wzmianki o miejscowości pochodzą z łęczyckich ksiąg sądowych z lat 1388-1396, w których siedmiokrotnie notowane są osoby z tej miejscowości. Kolejne informacje zawarte są w Liber beneficiorum archidiecezji gnieźnieńskiej Jana Łaskiego z XVI w. – wieś (villa) Gemelnyk (Gemyelnyk) położona była w parafii Dobra, dekanacie szczawińskim i archidiakonacie łęczyckim. W 1576 pojawia się nazwa Jemielnik jako własność szlachecka usytuowana w parafii Dobra, w powiecie brzezińskim, województwie łęczyckim.
Na początku XIX w. (mapy Gilly’ego z lat 1802–1803), na południowy wschód od dzisiejszej wsi, istniał młyn nad Strugą Dobieszkowską oraz osada w miejscu dzisiejszej wsi, która stanowiła wówczas lokalny węzeł drogowy.
Znaczną część terenu była bezleśna, a nieco większe kompleksy lasów występowały w południowej części dzisiejszego sołectwa. Ze źródeł kartograficznych datowanych na połowę XIX wieku wynika, że na południe od dzisiejszego Imielnika Starego (ówcześnie Jemielnik) funkcjonowały dwa młyny wodne, a przy wschodniej granicy wsi zlokalizowana była drewniana karczma.
W latach 80. XIX w. folwark Imielnik będące częścią dóbr Moskule Stare i położone w powiecie brzezińskim, w gminie i parafii Dobra, zamieszkiwało 205 osób w 21 domach. Istniały tam trzy młyny (w tym dwa dworskie), a ziemie rolne należały w ilości 299 mórg do włościan i 11 mórg do młyna.
Spis powszechny z 1921 wykazał, że wieś Imielnik (łącznie z osadą młyńską) leżała w gminie Dobra i składała się z 32 budynków mieszkalnych, w których żyło 201 osób, w tym 96 kobiet i 105 mężczyzn. Wszystkie osoby były narodowości polskiej, z czego 86 deklarowało katolicyzm, zaś 115 inne wyznanie chrześcijańskie.
Przed II wojną światową w Imielniku Starym i Nowym istniały 63 zagrody, które w Imielniku Starym były usytuowane w większości po północnej stronie drogi, gdzie przeważała zabudowa zwarta, podczas gdy po stronie południowej (na stoku górnego odcinka Strugi Dobieszkowskiej) była ona rzadsza.
W latach siedemdziesiątych XX w. nadal widoczna była ilościowa przewaga budynków usytuowanych po północnej stronie drogi, zwłaszcza w części zachodniej i środkowej wsi. Przy jej krańcach wschodnich więcej obiektów budowlanych istniało na południe od drogi. Część zabudowań występowała nawet kilkaset metrów na południe od wspomnianego szlaku.
W latach 1975–1998 miejscowość administracyjnie należała do ówczesnego województwa łódzkiego.

## Transport
Miejscowość włączona jest do sieci komunikacji autobusowej MPK Łódź. Dojeżdza do niej autobus linii 60B.

## Kultura
Od 1965 w miejscowości działa Koło Gospodyń Wiejskich w Starym Imielniku. Znajduje się w niej również świetlica wiejska, która w 2019 przeszła gruntowny remont.